# Satelit al unei planete minore

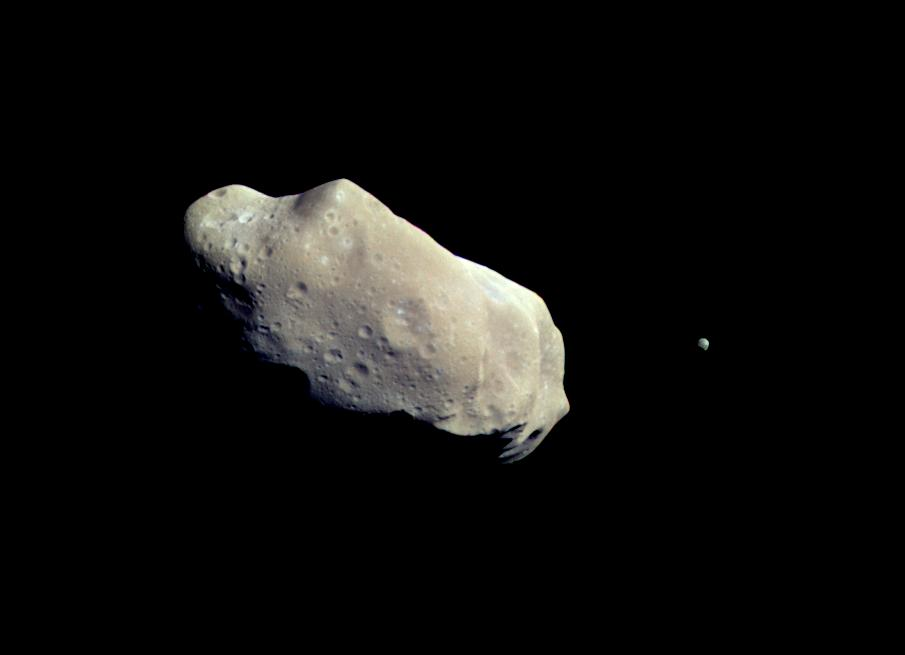
243 Ida și satelitul său, Dactyl.

Un satelit al unei planete minore este un asteroid pe orbită în jurul unui alt asteroid. Se pare că o bună parte din asteroizi posedă  sateliți, uneori de o talie remarcabilă. Un asteroid al cărui satelit este de talie asemănătoare celei a asteroidului însuși este considerat mai degrabă ca un asteroid binar.

## Origine
Originea sateliților asteroizilor  nu este cunoscută cu certiutudine și au fost avansate mai multe ipoteze. Se consideră, în general, că s-au format din resturile rezultate dintr-un impact al unui asteroid primar. Alte sisteme ar putea fi fost formate din mici obiecte capturate de gravitația unui corp mai mare.
Formările prin coliziune sunt limitate  de momentul cinetic al componentelor, adică al masei și separației lor. Acest model se potrivește atât binarelor apropiate (de exemplu, perechea Pluto-Charon), dar și binarelor distante, ale căror componente sunt de talii comparabile.
Distanțele dintre componentele unui sistem  variază de la câteva sute de metri la peste 3.000 de kilometri (de exemplu, 379 Huenna) pentru asteroizi. La obiectele transneptuniene, distanțele cunoscute variază între câteva sute de kilometri și 85.000 de kilometri.

## Proporția asteroizilor care posedă sateliți naturali
Pentru obiectele din apropierea Pământului  cu  un diametru mai mare sau egal cu 200 de metri, NASA estimează la 16% proporția asteroizilor care posedă cel puțin un satelit.
La 20 septembrie 2015 se cunoșteau 271 de sateliți ai unei planete minore.

## Istoric
Primul satelit identificat al unei planete  minore a fost Dactyl,  aflat pe orbită în jurul asteroidului 243 Ida. A fost descoperit de sonda spațială Galileo, în 1993. Al doilea satelit a fost descoperit în jurul asteroidului 45 Eugénie, în 1998. La sfârșitul lui 2005, vreo sută de sateliți ai unui asteroid  erau descoperiți prin diferite telescoape. Au fost descoperiți în jurul asteroizilor din centura principală, ai unor troieni, ai unor obiecte din apropierea Pământului, și ai unor obiecte din Centura Kuiper.